# Benhur Cerón Solarte
Conrado Benhur Cerón Solarte (n. Túquerres, 1947) es un sociólogo colombiano nacido en la ciudad de Túquerres y autor prolífico sobre realidades socioespaciales de San Juan de Pasto y la geografía colombiana.
Cerón Solarte estudió Ciencias Sociales en la Universidad Nacional de Colombia, Geografía en la Universidad de San Diego, California, y realizó estudios sobre Desarrollo de la Región Amazónica en la Universidad Federal de Pará en Belém, Brasil. Es profesor emérito de la Universidad de Nariño en Pasto y miembro de la Academia Nariñense de Historia.
Su obra más importante es Elementos para una historia del pensamiento geográfico en Colombia. Otras obras son Evolución socioambiental y del espacio geográfico en el valle del Patía. El caso de Taminango y Pasto: espacio, economía y cultura en compañía de Marco Tulio Ramos.